# Дюшанж, Гаспар
Гаспар Дюшанж (фр. Gaspard Duchange; 9 апреля 1662, Париж — 6 января 1757, там же) — французский художник (рисовальщик и гравёр), коллекционер и издатель эстампов. Мастер репродукционных гравюр: работал по живописным оригиналам других известных художников.

## Биография
Дюшанж родился в Париже. Он был учеником Гийома Валле, затем учился у потомственного рисовальщика и гравёра Жана Одрана и, возможно, у Пьера Древе. В 1707 году он был принят в Королевскую академию живописи и скульптуры, представив портрет Франсуа Жирардона по оригиналу Гиацинтa Риго.
Гравюры Дюшанжа в общих чертах и в совмещённой технике офорта и резца схожи с произведениями Одрана. Дюшанж в основном гравировал по рисункам других художников, включая Веронезе, Корреджо, Рубенса, Н.-Н. Куапеля. Он также выгравировал пять пластин с картин Рубенса по рисункам Жана-Батиста Натье для галереи Люксембургского дворца в Париже. Дюшанж был одним из художников, создавших гравюры, иллюстрирующие коронацию Людовика XV; они были начаты в 1722 году и представлены королю в апреле 1732 года.
Гаспар Дюшанж скончался в Париже в 1757 году. Рисовальщиками и гравёрами были его многочисленные потомки.

## Репродукционные офорты Г. Дюшанжа

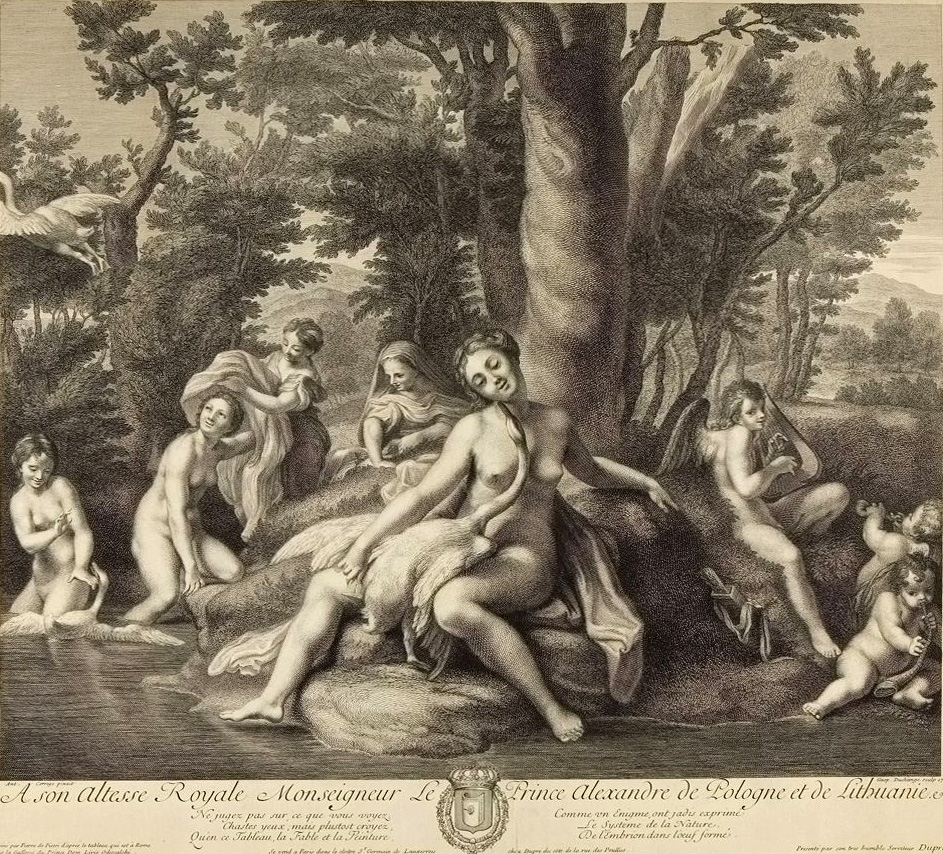
Юпитер и Леда. По картине Корреджо. 1711
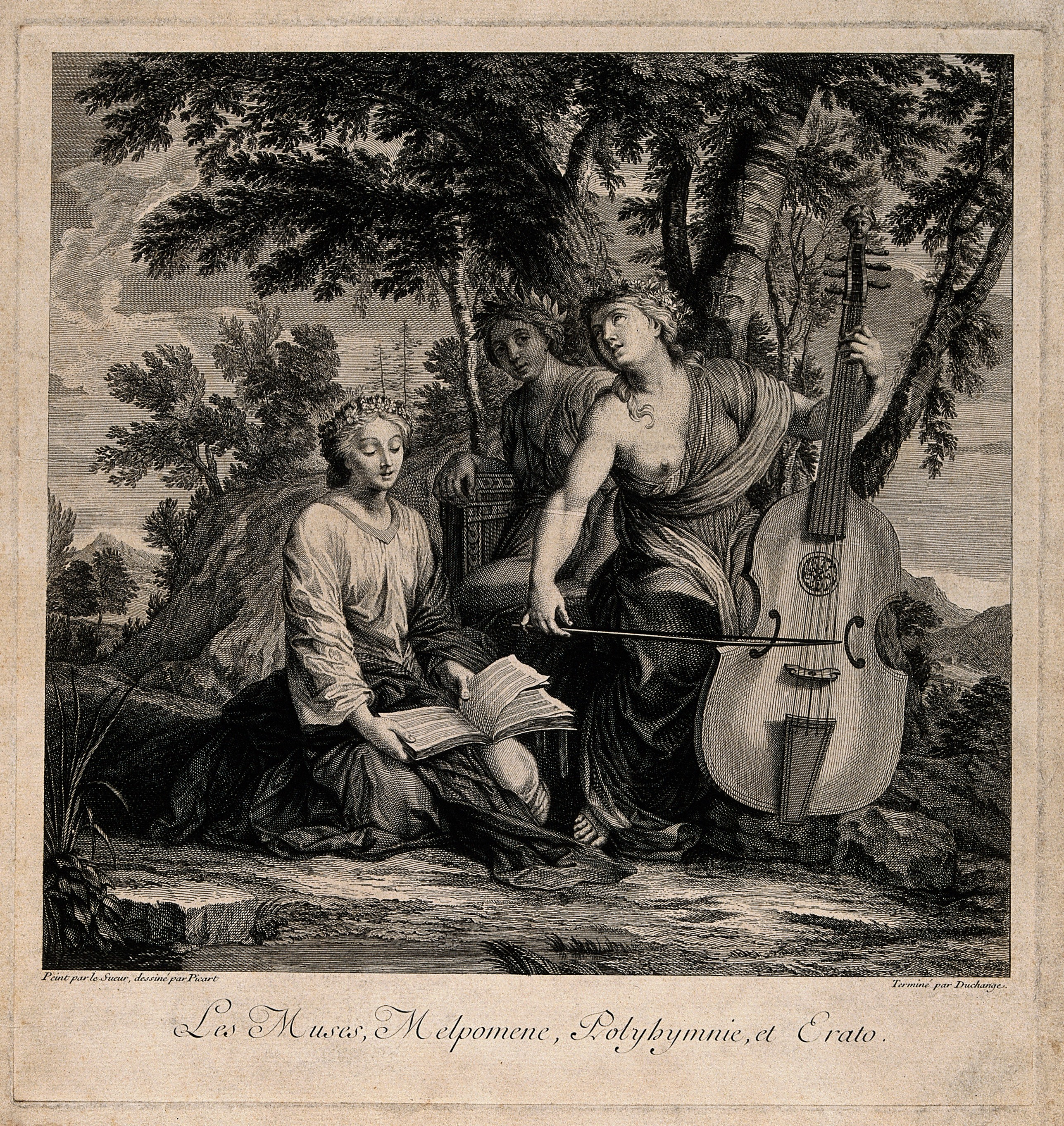
Meльпомена, Полигимния и Эрато. По картине Э. Лесюэра
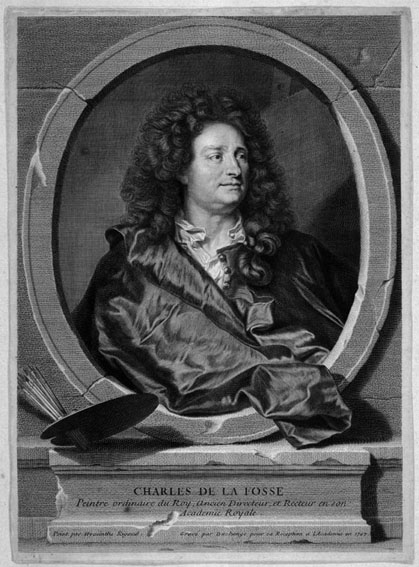
Шарль де ла Фосс. По оригиналу Гиацинтa Риго. 1707
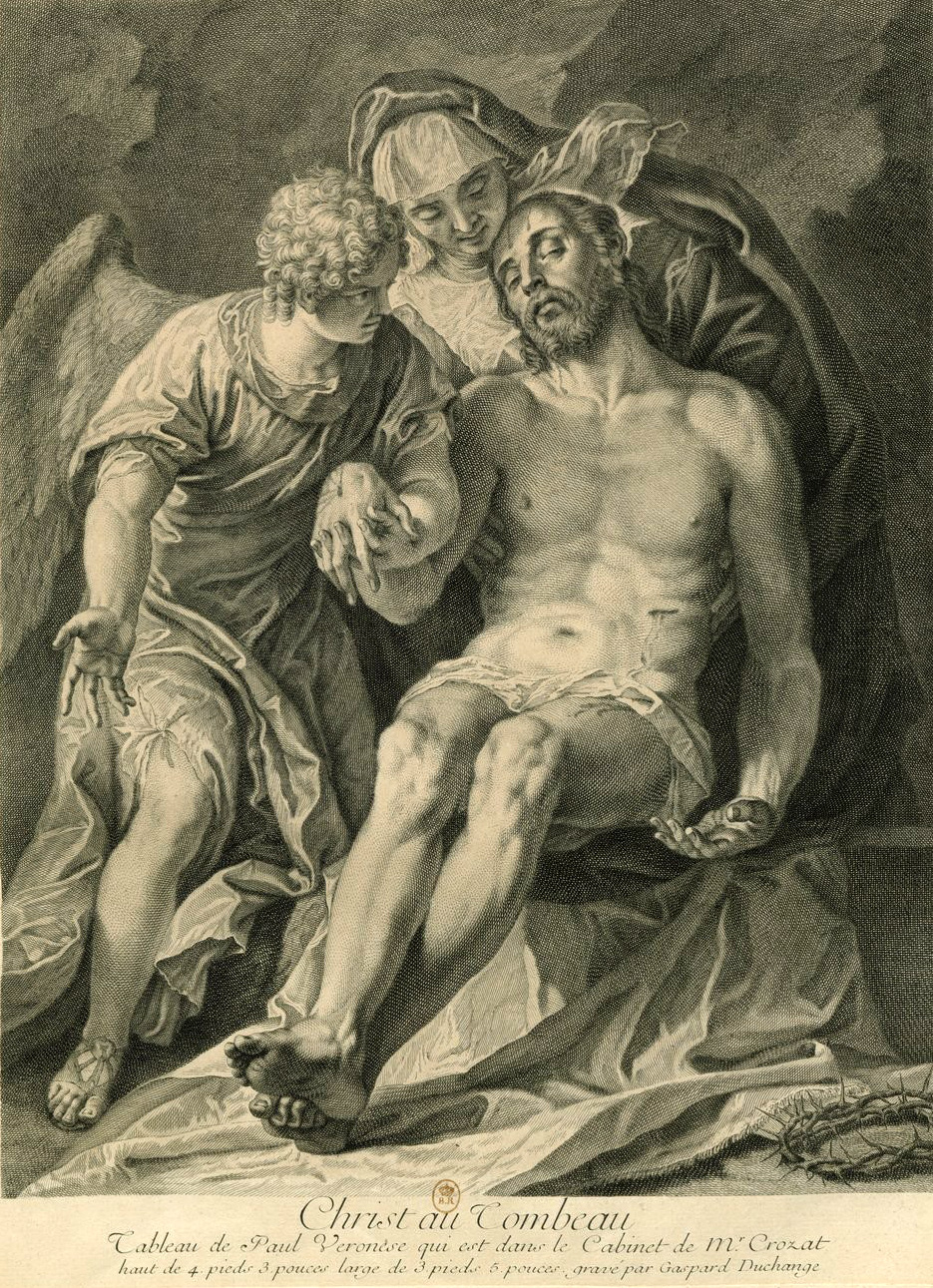
Оплакивание Христа. По картине Паоло Веронезе. 1729
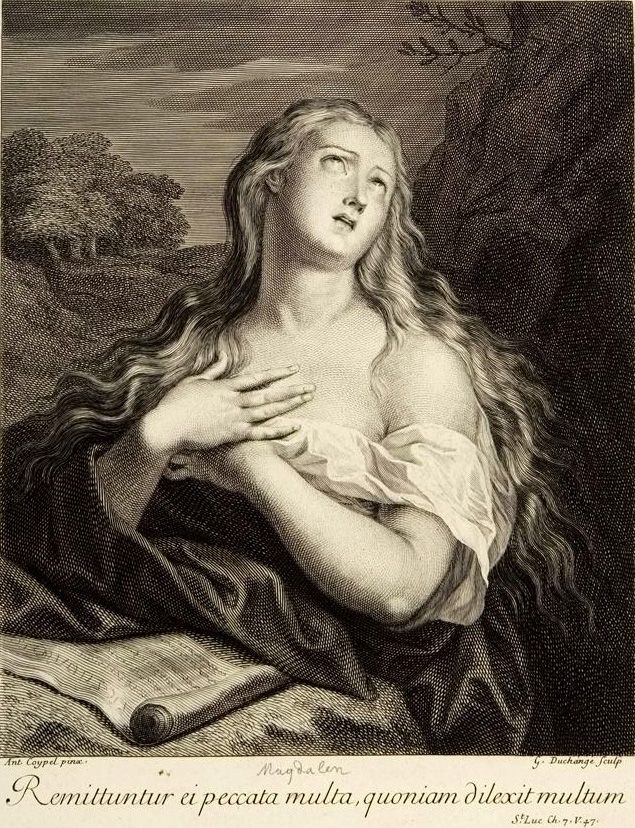
Кающаяся Магдалина. По оригиналу Ш. А. Куапеля